# Baltische Beker 2005
De Baltische Beker 2005 was de 21ste editie van de Baltische Beker. Het toernooi werd gehouden op 21 mei 2005 in het S. Dariaus- en S. Girėnostadion in Kaunas, Litouwen. Letland was de titelverdediger. Litouwen werd kampioen. Estland zag af van deelname aan het toernooi en dus bestond het toernooi slechts uit één wedstrijd.

## Wedstrijd
| Vriendschappelijk (Kaunas, 21 mei 2005): |                                                        | |
| Litouwen | 2 – 0                                                  | Letland |
| Morinas 25' 81' | goals                                                  | |
| Algimantas Liubinskas | bondscoach                                             | Jurijs Andrejevs |
| Vaidas Žutautas Darius Regelskis 84' Arūnas Klimavičius Gediminas Paulauskas Irmantas Zelmikas Nerijus Barasa 71' Aurimas Kučys Darius Maciulevičius 46' Igoris Morinas 87' Aivaras Laurisas 78' Andrius Velička 46' | opstellingen                                           | 46' Andrejs Piedels Mihails Zemļinskis 46' Valentīns Lobaņovs Aleksandrs Isakovs Dzintars Zirnis Artūrs Zakreševskis 81' Aleksejs Višņakovs Genādijs Soloņicins 28' Viktors Morozs 57' Andrejs Štolcers 59' Igors Sļesarčuks |
| Nerijus Astrauskas 46' Eimantas Poderis 46' Tadas Papečkys 71' Tomas Radzinevičius 78' Tadas Gražiūnas 84' Ričardas Beniušis 87'                                                                                     | wissels                                                | 28' Gatis Kalniņš 46' Deniss Romanovs 46' Vladimirs Žavoronkovs 57' Ruslans Mihaļčuks 59' Kristaps Blanks 81' Mihails Miholaps                                                                                               |
| Nerijus Barasa 36' | kaarten                                                | 53', 54' Dzintars Zirnis 63' Genādijs Soloņicins |
| | Toeschouwers: 3000 Scheidsrechter: Jacek Granat ( POL) | |

| Kampioen 2005      |
| ------------------ |
| Litouwen 9de titel |